# Lista de prefeitos de Amajari
Esta é a lista de prefeitos e vice-prefeitos do município de Amajari, estado brasileiro de Roraima.
| Nº | Nome                           | Imagem                | Partido                                          | Início do mandato      | Fim do mandato                           | Observações                            |
| 1  | Francisco Alberto Santiago     |                       | Partido da Frente Liberal PFL                    | 1° de janeiro de 1997  | 31 de dezembro de 2000                   | Prefeito eleito em sufrágio universal. |
| 1  | Francisco Alberto Santiago     | 1° de janeiro de 2001 | Partido da Frente Liberal PFL                    | 31 de dezembro de 2004 | Prefeito reeleito em sufrágio universal. |                                        |
| 2  | Benildo Pereira da Silva Filho |                       | Partido do Movimento Democrático Brasileiro PMDB | 1° de janeiro de 2005  | 31 de dezembro de 2008                   | Prefeito eleito em sufrágio universal. |
| 3  | Paulo Rodrigues Wanderley      |                       | Partido da Social Democracia Brasileira PSDB     | 1° de janeiro de 2009  | 31 de dezembro de 2012                   | Prefeito eleito em sufrágio universal. |
| 4  | Moacir Mota                    |                       | Partido da República PR                          | 1° de janeiro de 2013  | 31 de dezembro de 2016                   | Prefeito eleito em sufrágio universal. |
| 5  | Vera Lúcia Araújo              |                       | Partido Social Cristão PSC                       | 1° de janeiro de 2017  | 31 de dezembro de 2020                   | Prefeita eleita em sufrágio universal. |
| 6  | Núbia Costa Lima               |                       | Movimento Democrático Brasileiro MDB             | 1° de janeiro de 2021  | 31 de dezembro de 2024                   | Prefeita eleita em sufrágio universal. |
| 6  | Núbia Costa Lima               | Progressistas PP      | 1° de janeiro de 202                             | Atualidade             | Prefeita reeleita em sufrágio universal. |                                        |